# Koper
Koper (em italiano:  Capodistria, em croata:  Kopar) é a maior cidade portuária da Eslovênia, situada na península da Ístria, na costa do golfo de Trieste no mar Adriático.

## Etimologia
O nome italiano da cidade, Capodistria, é uma contração de Capo d'Istria, significando "Cabo da Ístria". O nome esloveno, Koper, é uma adaptação fonética do nome italiano.

## História
Durante o domínio da República de Veneza, que começou no século XIII e durou quase cinco séculos, a cidade permaneceu fiel aliada dos venezianos, sendo conhecida como Capodistria. Posteriormente, passou ao controle da Áustria-Hungria e, depois da Primeira Guerra Mundial, foi anexada pela Itália.
Após a Segunda Guerra Mundial, a cidade tornou-se temporariamente parte da Zona B do Território Livre de Trieste. Em 1965, foi integrada à República Socialista Federativa da Iugoslávia e passou a se chamar oficialmente Koper. O bilinguismo é mantido até hoje, apesar do êxodo em massa dos moradores que fugiam do comunismo. Com a desintegração da Iugoslávia, Koper tornou-se parte da Eslovênia.

## Cidadãos notáveis
- Lara Baruca
- Francesco Trevisani, pintor nascido em 1656
- Santorio Santorio, médico
- Pier Paolo Vergerio l'ancien, humanista e pedagogista
- Vittorio Italico Zupelli, general italiano